# Totolapan, Morelos
Totolapan är en ort i Mexiko.   Den ligger i kommunen Totolapan och delstaten Morelos, i den sydöstra delen av landet, 50 km söder om huvudstaden Mexico City. Totolapan ligger 1 902 meter över havet och antalet invånare är 5 584.
Terrängen runt Totolapan är bergig, och sluttar söderut. Runt Totolapan är det ganska tätbefolkat, med 144 invånare per kvadratkilometer. Närmaste större samhälle är Cuautla Morelos, 19,4 km söder om Totolapan. Trakten runt Totolapan består till största delen av jordbruksmark.